# Mất khứu giác
Mất khứu giác, hay giảm khả năng ngửi, là tình trạng giảm khả năng ngửi và phát hiện mùi. Một tình trạng liên quan là hỏng hoàn toàn khứu giác (anosmia), với việc không ngửi được mùi nào nữa. Một số nguyên nhân gây ra các vấn đề về khứu giác là dị ứng, polyp mũi, nhiễm virus và chấn thương đầu. Trong năm 2012, ước tính có 9,8 triệu người từ 40 tuổi trở lên ở Hoa Kỳ bị mất khứu giác và thêm 3,4 triệu người mắc chứng không khứu giác/mất khứu giác nghiêm trọng.
Mất khứu giác có thể là một dấu hiệu rất sớm của bệnh Parkinson. Mất khứu giác cũng là một phát hiện sớm và gần như phổ biến trong bệnh Alzheimer và chứng sa sút trí tuệ với thể Lewy. Mất khứu giác suốt đời có thể do hội chứng Kallmann hoặc rối loạn phổ tự kỷ gây ra. Cùng với các rối loạn hóa chất khác, mất khứu giác có thể là một dấu hiệu chính của bệnh COVID-19.

## Dịch tễ học
Khảo sát Kiểm tra Sức khỏe và Dinh dưỡng Quốc gia Hoa Kỳ (NHANES) đã thu thập dữ liệu về chức năng cảm xạ (vị giác và khứu giác) với mẫu đại diện trên toàn quốc gia này gồm những người dân thường, không thuộc tổ chức của Hoa Kỳ vào năm 2012. Chức năng khứu giác được đánh giá trên những người từ 40 tuổi trở lên bằng bài kiểm tra xác định mùi gồm 8 mục (Pocket Smell Tests™, Sensonics, Inc., Haddon Heights, NJ). Các mùi bao gồm mùi thực phẩm (dâu, sô cô la, hành, nho), mùi cảnh báo (khí tự nhiên, khói) và mùi gia dụng (da thuộc, xà phòng). Điểm chức năng khứu giác dựa trên số lượng nhận dạng đúng. Tỷ lệ (%) của không có khứu giác/ mất một phần khứu giác nặng (điểm 0 đến 3) là 0,3 ở tuổi 40-49 tăng lên 14,1 ở tuổi 80+. Tỷ lệ hạ huyết áp (điểm 4 đến 5) cao hơn nhiều: 3,7% ở độ tuổi 40-49 và 25,9% ở độ tuổi 80+. Cả hai đều phổ biến ở người da đen hơn người da trắng.
Dữ liệu cảm xúc cũng được thu thập trong một mẫu NHANES lớn hơn vào năm 2013-2014. Tỷ lệ rối loạn khứu giác (điểm 0-5 trên 8 đúng) là 13,5% ở người từ 40 tuổi trở lên. Nếu tỷ lệ tương tự xảy ra vào năm 2016, ước tính có khoảng 20,5 triệu người từ 40 tuổi trở lên bị mất khứu giác hoặc hoàn toàn không có cảm giác gì về khứu giác. Ngoài ra, nhiều đặc điểm kinh tế xã hội và nhân khẩu học và lối sống được đánh giá là các yếu tố nguy cơ làm giảm mùi. Trong các phân tích thống kê, độ tuổi lớn hơn, giới tính nam, chủng tộc da đen kết hợp với dân tộc không phải gốc Tây Ban Nha, thu nhập gia đình thấp, trình độ học vấn thấp, uống nhiều rượu (hơn 4 ly mỗi ngày) và tiền sử bệnh hen suyễn hoặc ung thư có liên quan độc lập với tỷ lệ suy giảm khứu giác ngày càng phổ biến.